# Hana to Hina wa Houkago
Hana to Hina wa Houkago (яп. ハナとヒナは放課後 Хана то Хина ва Хо:каго, букв.«Хана и Хина после школы») — юри-манга, написанная и проиллюстрированная Милк Моринагой. Публиковалась в журналах Comic High! и Monthly Action издательства Futabasha с 22 апреля 2015 года по 22 ноября 2016 года.

## Сюжет
История рассказывает о второкласснице старшей школы, Хане Хасэгаве, которая после уроков подрабатывает в магазине. Однажды вечером, Хинако Эмори, гяру и постоянный покупатель просит о встрече с менеджером, чтобы оговорить предложение о работе. Позже Хана обнаруживает, что Хина недавно поступила на первый курс в её школу. Так начинается их дружба, в результате которой девушки постепенно начинают понимать, что они испытывают друг к другу романтические чувства.

## Персонажи
Хана Хасэгава (яп. 長谷川 花 Хасэгава Хана) — главная героиня истории. Ученица второго года старшей школы. В свободное время проводит на работе в магазине, что старается скрыть от всех своих одноклассников.
Хинако Эмори (яп. 江森 ひなこ Эмори Хинако) — главная героиня истории. Ученица первого года старшей школы и начинающая модель.

## Медиа-издания

### Манга
Манга авторства Милк Моринаги начала выпуск 22 апреля 2015 года в ежемесячном журнале Comic High! издательства Futabasha, в июне 2015 года публикация перешла в Monthly Action того же издательства. В августе 2016 года Моринага объявила, что закончит серию в ноябре. Последняя глава манги была опубликована 22 ноября 2016 года. Серия лицензирована на английском языке в Северной Америке издательством Seven Seas Entertainment.

#### Список томов
| № | Дата публикации     | ISBN                   |
| - | ------------------- | ---------------------- |
| 1 | 12 января 2016 года | ISBN 978-4-575-84740-6 |
| 2 | 11 июня 2016 года   | ISBN 978-4-575-84812-0 |
| 3 | 12 января 2017 года | ISBN 978-4-575-84916-5 |